# Liobagrus mediadiposalis
Liobagrus mediadiposalis är en fiskart som beskrevs av Mori, 1936. Liobagrus mediadiposalis ingår i släktet Liobagrus och familjen Amblycipitidae. Inga underarter finns listade i Catalogue of Life.